# 1635 Bohrmann
1635 Bohrmann este un asteroid din centura principală, descoperit pe 7 martie 1924, de Karl Reinmuth.